# John Edwin Sandys
Sir John Edwin Sandys [sændz] (* 19. Mai 1844 in Leicester; † 6. Juli 1922 in Cambridge) war ein klassischer Philologe.

## Leben
Seine Eltern waren Timothy Sandys, Reverend der Church Missionary Society (CMS), und Rebecca geborene Swain. Da sein Vater Missionar war lebte er bis zum Alter von elf Jahren in Indien und ging in Kalkutta zur Schule (er sprach als Junge Hindustani und Bengalisch), kehrte dann nach England zurück, wo er die das Kinderheim und die Schule der Church Missionary Society in Islington und anschließend die Repton School besuchte. 1863 bekam er ein Stipendium für das St John’s College in Cambridge.
1867 wurde er zum Fellow an seinem College gewählt, erhielt ein Lehramt und wurde später Tutor. 1876 wurde er zum Public Orator gewählt, ein Titel, der 1919 bei seiner Emeritierung in Orator emeritus umgewandelt wurde.
Er wurde Ehrendoktor der Universität Dublin (1892), der Universität Edinburgh (1909), der Universität Athen (1912) und der Universität Oxford (1920). Er wurde 1909 Fellow der British Academy und war Kommandant des griechischen Erlöserordens (griech. Τάγμα του Σωτήρος), der höchsten Auszeichnung der griechischen Regierung. 1911 wurde er als Knight Bachelor geadelt.
Er schrieb eine Reihe von Büchern über griechische Redekunst, ein Buch über seine Reisen in Griechenland und ist am bekanntesten für seine History of Classical Scholarship.
1880 heiratete er Mary Grainger, Tochter des Vikars von St Paul’s Church in Cambridge. Die Ehe blieb kinderlos.
Er schrieb Artikel für die Encyclopedia Britannica von 1911.
Sein älterer Bruder war als Missionars-Schüler Opfer des Indischen Aufstands 1857.

## Schriften
- A history of classical scholarship, 3 Bände, University Press, Cambridge 1903, 1908, Band 1, Archive, Band 2, Archive, Band 3, Archive
- Roger Bacon, Proc. British Academy 1914, Archive
- The rhetoric of Aristotle, with a commentary by Edward Meredith Cope,  Revised and edited by John Edwin Sandys, Cambridge UP 1877, Nachdruck Hildesheim: Olms 2006 (2 Bände), Cambridge UP 2010 (3 Bände)
- Harvard Lectures on the revival of learning, Cambridge UP 1905
- A companion of latin studies, Cambridge UP 1910
- An eastern vacation in Greece, with lists of books on greek travel and topography and time-tables of greek steamers and railways, London, Macmillan 1887, Archive
- Oratores et epistulae Cantabrigienses (1876–1909), Macmillan  1910, Archive
- The odes of Pindar, London: Heinemann 1915, Archive